# Бехгофен (Рейнланд-Пфальц)
Бехгофен (нім. Bechhofen) — громада в Німеччині, розташована в землі Рейнланд-Пфальц. Входить до складу району Південно-Західний Пфальц. Складова частина об'єднання громад Цвайбрюккен-Ланд.
Площа — 6,58 км2. Населення становить 2132 ос. (станом на 31 грудня 2020).